# Sonnets of Desolation
Sonnets of Desolation (укр. Сонети запустіння) — музичний твір Бена Джонстона, написаний 1980 року.
Sonnets of Desolation — твір для хору з восьми голосів (SSAATTBB), друга композиція американського композитора Бена Джонстона, написана для вокального ансамблю The New Swingle Singers під керівництвом Ворда Свінгла, друга Джонстона. Першу — вокальний твір «Ci-Git Satie» — було написано 1967 року, але Свінгл вважав його заскладним для виконання на концерті популярної музики, тому Swingle Singers ніколи його не виконували. Друга спроба співпраці Свінгла та Джонстона відбулася після того, як останній отримав грант від фонду Fromm Foundation, який виділяв гроші на написання сучасних академічних композицій.
Бен Джонстон вирішив покласти на музику чотири сонети Джерарда Гопкінса: «Carrion Comfort», «I wake and feel the fell of dark, not day», «Patience, hard thing!» та «That Nature is a heracritean Fire and of the Comfort of the Resurrection». Сонети було написано 1885 року, і, на думку музикознавиці Хайді фон Гунден, тексти Гопкінса ідеально пасували музиці Джонстона, бо обидва — поет і композитор — були католиками й втілювали релігіозні погляди у своїй творчості. Гопкінс використовував у сонетах незвичні словосполучення чи навіть нові слова, а Джонстон експериментував із «новими» звуками: замість рівномірно-темперованого строю використовуючи «розширений чистий стрій», який містив музичні інтервали, що відповідали 15, 21 та навіть 27 обертону.
Прем'єра твору відбулася 14 листопада 1982 року в Краннерт-центрі Університету Іллінойсу у виконанні ансамблю Ворда Свінгла Swingle Singers, який влаштував концерт сучасної та класичної музики. Запис концерту транслювався по місцевому радіо, а прем'єрне виконання Sonnets of Desolation вийшло на музичному альбомі Ben Johnston: Visions and Spels; Sonnets of Desolation на лейблі Composers Recordings Incorporated, разом з іншим вокальним твором Джонстона Visions and Spels. Ноти Sonnets of Desolation виходили у видавництві Lingua Press. На жаль для композитора, Swingle Singers більше не виконували цей твір, бо він вимагав ретельної підготовки, а склад ансамблю часто змінювався. Менше з тим, у своїй монографії, присвяченій творчості Бена Джонстона, Хайді фон Гунден назвала Sonnets of Desolation одним з найкращих творів композитора.